# Catedral de São Tiago (Riga)

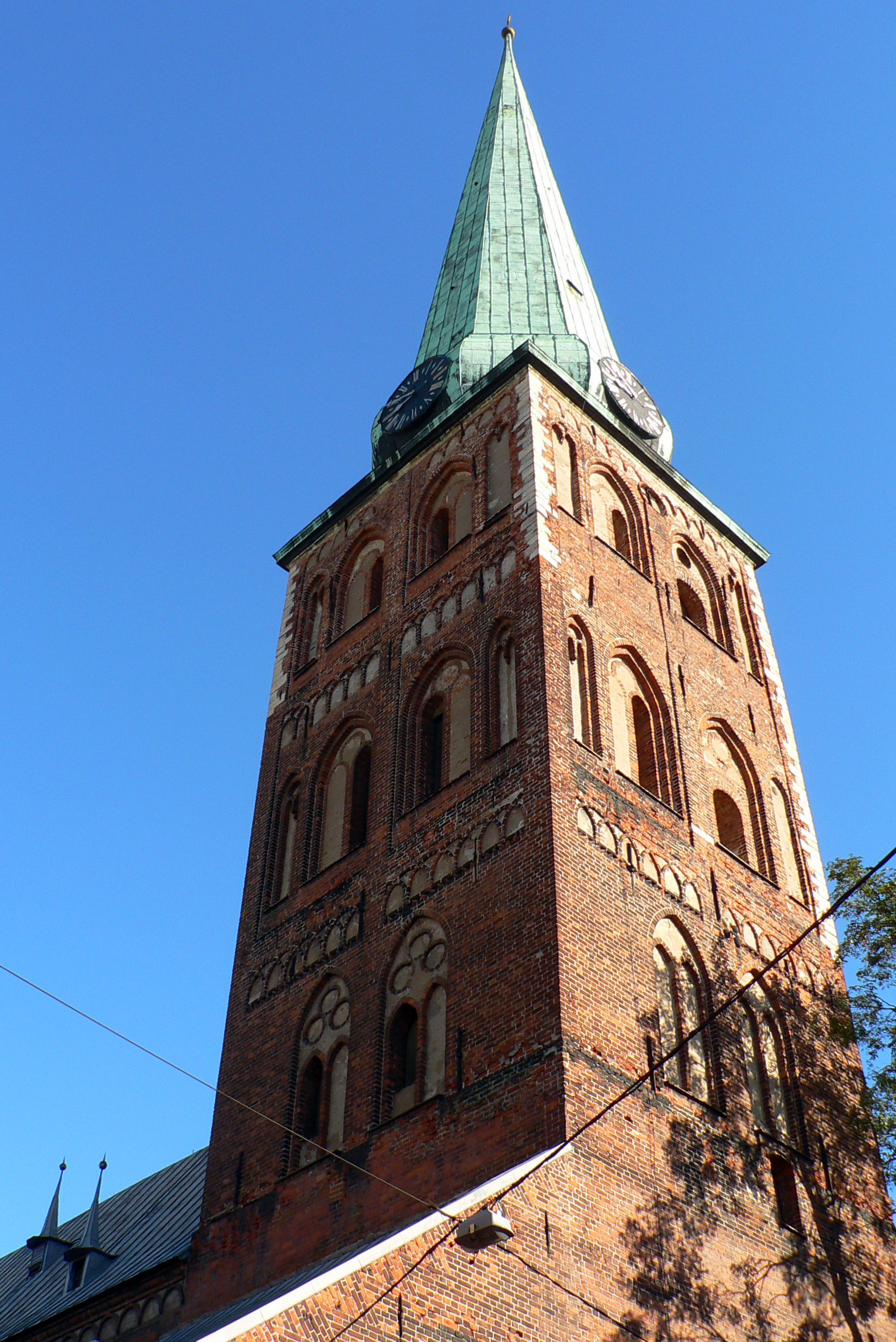
A torre da igreja de São Tiago

A Catedral de Santiago (em letão: Svētā Jēkaba katedrāle, em alemão: Jakobskirche) é a Catedral Católica Romana de Riga, na Letônia. A catedral é dedicada a São Tiago Maior. O edifício faz parte do Patrimônio Mundial da UNESCO em Riga Antiga e fica em frente à Casa da Corporação Nobre da Livônia, o local de reunião do parlamento letão, a Saeima.
Ela é com frequência erroneamente conhecida como catedral de São Jacó. A confusão se dá porque a língua letã, como muitas outras línguas, usa o mesmo nome para "Tiago" e para "Jacó".

## História
A igreja foi consagrada em 1225. Originalmente, não era uma catedral, visto que a Catedral de Riga servia para essa função. No início do século XV, a Capela da Santa Cruz foi construída na extremidade sul da igreja gótica primitiva, e parte da igreja foi transformada em basílica.
Em 1522, durante a Reforma Protestante, o edifício tornou-se a segunda igreja luterana de língua alemã em Riga. Em 1523, tornou-se a primeira igreja luterana de língua letã ali.
Em 1582, foi doada aos jesuítas como parte da Contrarreforma, quando Stephen Báthory, da Comunidade Polaco-Lituana, assumiu o controle de Riga. Em 1621, foi devolvida aos luteranos após Gustavo II Adolfo da Suécia ocupar Riga. Em vários momentos, serviu como uma igreja luterana de língua sueca, língua alemã ou língua estoniana. Após a ocupação russa de 1710, a igreja foi chamada de Igreja da Coroa, porém os serviços religiosos em língua alemã foram autorizados a continuar. Em 1812, foi usada como depósito de sacos de farinha e outros suprimentos alimentares pelas tropas de Napoleão. Durante esse período, de junho a novembro de 1812, a congregação realizou serviços na Igreja de São Pedro.
Em 1901, o altar barroco mais antigo de Riga, de 1680, foi substituído por um novo. Após o referendo de propriedade da igreja letã de 1923, o edifício foi devolvido aos católicos para uso como sua catedral, já que a Catedral de Riga era agora uma catedral evangélica luterana. A primeira missa católica foi realizada em 3 de maio de 1924 pelo arcebispo católico de Riga, Antonijs Springovičs. A paróquia católica de St James foi criada pelo arcebispo Antonijs Springovičs em 18 de abril de 1947. Este estabelecimento da paróquia pretendia ser uma congregação nacional sem um território específico, composta por católicos letões em Riga e arredores, bem como católicos ingleses e franceses.
A catedral foi visitada pelo Papa João Paulo II em 1993 e pelo Papa Francisco em 2018.